# Нефцерський потік
Нефцерський потік (словац. Nefcerský potok) — річка в Словаччині, притока Копровського Потоку, протікає в окрузі Попрад.
Довжина приблизно 2.4 км. Витік знаходиться в масиві Високі Татри (геоморфологічна підодиниця Татранське передгір'я — Нижнє Теріанське плесо); на висоті близько 1940 метрів.
Протікає Копровою долиною. Впадає у Копровський Потік на висоті приблизно 1200 метрів.